# Приоскольское железорудное месторождение
Приоско́льское железору́дное месторожде́ние — перспективное месторождение железной руды, расположенное на Курской магнитной аномалии в Старооскольском районе Белгородской области России.
Запасы богатых руд на месторождении по категориям C1 и С2 составляют 45,17 млн т, запасы неокисленных железистых кварцитов подсчитаны по категориям B + C1 + C2 и составляют 2 млрд т, в том числе по B + C1 — 1,5 млн т.
В начале ноября 2006 по итогам конкурса на право разработки месторождения лицензию на разработку получил Магнитогорский металлургический комбинат, заплативший за неё 630 млн руб. В 2014 году ММК отказался от лицензии на добычу на фоне падения цен на руду и глобального перепроизводства сырья.
В январе 2023 года стало известно о намерении владельца Объединённой металлургической компании Анатолия Седых подать заявку на аукцион по Приоскольскому месторождению. ОМК нужна сырьевая база для своего флагманского проекта по строительству в Выксе электросталеплавильного комплекса стоимостью 150 млрд рублей. На месторождении ОМК планирует добывать подземным способом 22 млн тонн руды в год с производством 8 млн тонн DR-окатышей премиального качества. 